# Homalocerus longirostris
Homalocerus longirostris is een keversoort uit de familie Belidae. De wetenschappelijke naam van de soort is voor het eerst geldig gepubliceerd in 1976 door Vanin.